# S-30
Tsybin S-30 (o Tsybin RSS) è un missile da crociera aviolanciato sviluppato in Unione Sovietica dall'OKB-265 di Pavel Vladimirovič Cybin alla fine degli anni cinquanta. Lo sviluppo dell'ordigno, derivato dal mai realizzato bombardiere strategico supersonico Tsybin RS, fu interrotto nel 1960.

## Storia

### Sviluppo
Lo sviluppo del missile R-30 è strettamente legato a quello del bombardiere Tsybin RS, al quale Cybin iniziò a lavorare a partire dal 23 maggio 1955. Tuttavia, il velivolo si rivelò tecnologicamente eccessivo. Quindi, si decise di rivederlo completamente, e di sviluppare due progetti distinti: il ricognitore Tsybin RSR ed il missile da crociera S-30.

Il progetto relativo al missile fu avviato il 31 luglio 1958. Dal punto di vista tecnico, riprendeva molte delle soluzioni utilizzate sul Tsybin 2RS. Visto che l'S-30 avrebbe dovuto essere un missile aviolanciato, si pose il problema dell'aereo vettore: infatti, le dimensioni previste superavano i venti metri, ed anche il peso era notevole. L'ufficio tecnico Tupolev fu incaricato di studiare un velivolo idoneo. Nonostante le obiezioni di Andrej Tupolev ad un'idea di questo tipo, gli studi al riguardo si concretizzarono nel Tupolev Tu-95S, una versione apposita del quadrimotore sovietico. Questo velivolo, tuttavia, rimase sulla carta, ed il suo sviluppo fu abbandonato nel 1961.

Nel 1959, dopo la chiusura del suo ufficio tecnico, gli uomini di Cybin furono posti alle dipendenze dell'OKB-23 Myasishchev e sistemati presso lo stabilimento numero 23, affinché continuassero gli studi sull'S-30. Tuttavia, il problema relativo all'aereo vettore continuò ad ostacolare i lavori sul missile: infatti, nessuno dei bombardieri progettati da Vladimir Myasishchev (Myasishchev M-4 ed M-50) era abbastanza capace. Poco tempo dopo, in seguito allo scioglimento dell'OKB-23, Cybin ed i suoi uomini rimasero temporaneamente nello stabilimento. Insieme a questi, vi era anche Roberto Oros di Bartini, il quale progettò un aereo, il Bartini A-57, che avrebbe dovuto essere in grado di trasportare il missile. Tuttavia, il velivolo non fu mai costruito e gli studi sull'S-30 furono definitivamente interrotti nel 1960.

Occorre precisare che pure Myasishchev iniziò a lavorare ad una propria versione dell'S-30, di dimensioni inferiori, chiamata M-61. Anche questo progetto, tuttavia, venne abbandonato nel 1960.

## Descrizione tecnica
Il progetto dell'S-30 (o RSS) era ampiamente basato su quello del Tsybin 2RS, con il quale condivideva ali, coda ed impianto propulsivo. Rispetto al progetto originale, la fusoliera fu riprogettata e accorciata, e vennero rimossi alcuni equipaggiamenti. Tuttavia, le dimensioni rimasero eccessive (oltre 22 metri di lunghezza). Anche il peso al lancio (22 tonnellate circa) era notevole, e questo nonostante gli sforzi dei progettisti di utilizzare dei materiali più leggeri (tra le varie soluzioni , fu considerata una lega in alluminio-berillio, che però risultò essere fortemente tossica). Le ali del missile avevano un'apertura di 9 metri, ed una superficie di 64 metri quadrati.

La propulsione avrebbe dovuto essere assicurata da due statoreattori Bondaryuk RD-013, sistemati alle estremità delle ali. La velocità prevista era di circa Mach 2.5-2.7, e la gittata utile avrebbe dovuto raggiungere i 5.000 chilometri.

La testata, termonucleare, avrebbe dovuto essere di tipo RDS-6, della potenza di 400 kilotoni e dal peso di 1.800 kg. Tuttavia in seguito fu considerata una versione alleggerita, chiamata “prodotto 37d”.

Per quanto riguarda il funzionamento, secondo le intenzioni dei progettisti il missile avrebbe dovuto essere portato in volo da un aereo-madre, e poi lanciato. Nel caso del Bartini A-57, era prevista la sistemazione dell'S-30 sul dorso del velivolo. Lo sgancio sarebbe dovuto avvenire alla velocità di 800–850 km/h, ad una quota di 11.000 metri. Il missile avrebbe poi raggiunto i 20.000 metri, e qui avrebbe proseguito la sua corsa. Giunto nei pressi dell'obiettivo, l'S-30 avrebbe dovuto effettuare una picchiata. La testata avrebbe dovuto esplodere a circa tre o quattro chilometri di quota.